# Яд Красного лотоса
«Яд Красного лотоса» (англ. Venom of the Red Lotus) — тринадцатый эпизод третьего сезона американского мультсериала «Легенда о Корре».

## Сюжет
Красный лотос собирается отравить Корру ядом, чтобы она вошла в состояние Аватара, и они могли убить её, уничтожив цикл. Дух Джиноры видит это и сообщает остальным. Корре вводят яд, но она сопротивляется ему. Тензин, Лин, Су, Мако, Болин, Асами, Кай и Тонрак летят к пещере. Первый раненный остаётся снаружи, а остальные идут внутрь. Из-за яда Аватару мерещатся её старые враги, а маги воздуха крадут ключи от наручников у стражника. Опал пытается снять свои оковы, и это замечают, но в тот момент является спасательная группа. Джинора рада, что Кай жив, и говорит, где Корра. Войдя в состояние Аватара, Корра освобождается от платиновых цепей и сражается с бандой Захира. Она летит биться с главарём на открытой местности, а Мако и Болин противостоят Минь-Хуа и Газану соответственно. Магов воздуха выводят из пещеры, и Тензин благодарит небеса за то, что его семья жива. Болин раскрывает Газану, что стал магом лавы, а Корра слабеет во время битвы из-за действия яда. Маги воздуха видят это и встают в круг, чтобы образовать торнадо и помочь Аватару.
Асами помогает Мако одолеть Минь-Хуа, а затем старший брат помогает Болину справиться с Газаном. Он разрушает пещеру, желая забрать врагов с собой, но они убегают. Захир собирается прикончить Корру, но его затягивает в смерч. В нём Аватар справляется со злодеем, и на земле его сковывают в камень. Корра теряет сознание, и Захир злорадствует, что яд слишком долго был в теле Корры. Джинора говорит, что вещество металлическое, и Су вытаскивает его. Корра выживает. Спустя 2 недели, она продолжает реабилитацию, находясь в инвалидном кресле. Президент Райко переживает из-за того, что творится в Царстве Земли после свержения царицы. Вечером Тензин произносит речь в честь Аватара, а также представляет Джинору как нового учителя магии воздуха, сделав ей татуировку стрелы на голове.

## Отзывы

Динамика оценок IGN к эпизодам 3 сезона мультсериала

Макс Николсон из IGN поставил эпизоду оценку 9,5 из 10 и написал, что «в то время как финал Книги Второй „Легенды о Корре“ может по-прежнему оставаться рекордсменом по наивысшим ставкам, „Яд Красного лотоса“ из Книги Третьей предлагает более эмоциональный и острый финал сезона, хотя и такой же насыщенный и волнующий». Рецензент добавил, что «финальное противостояние Корры и Захира было великолепно оживлённым и результативным, но в то же время очень грубым и личным».
Оливер Сава из The A.V. Club дал серии оценку «A» и посчитал, что «мощь, продемонстрированная в финальном поединке Корры и Захира, захватывает дух, а режиссёр Мел Цвайер проделывает феноменальную работу, полностью запечатлевая все последствия боя». Майкл Маммано из Den of Geek вручил эпизоду 5 звёзд из 5 и написал, что «финал удался».
Дэвид Гриффин из Screen Rant отметил, что «после такой великой победы было грустно видеть, что Корра выглядит разбитой и подавленной». Главный редактор The Filtered Lens, Мэтт Доэрти, поставил серии оценку «A» и тоже подчеркнул, что «Корра кажется физически и морально опустошённой». Мордикай Кнод из Tor.com не ожидал, что «все маги воздуха будут работать вместе под руководством Джиноры, чтобы образовать большой торнадо». Мэтт Пэтчес из ScreenCrush написал, что «в заключительных моментах эпизода Джинора получает свои татуировки на великолепной церемонии», отметив, что «Даже Корра прослезилась».